# Francavilla di Sicilia

Ubicació de Francavilla di Sicilia dins la província

Francavilla di Sicilia (sicilià Francavigghia di Sicilia) és un municipi italià, dins de la ciutat metropolitana de Messina. L'any 2007 tenia 4.237 habitants. Limita amb els municipis d'Antillo, Castiglione di Sicilia (CT), Fondachelli-Fantina, Malvagna, Montalbano Elicona, Motta Camastra, Novara di Sicilia i Tripi.

## Administració
| Període | Identitat          | Partit        |
| ------- | ------------------ | ------------- |
| 2002-   | Salvatore Nuciforo | Llista cívica |